# Pro Lombardia Indipendenza
Pro Lombardia Indipendenza és un partit polític italià favorable a la independència de la Llombardia, en forma de República, d'Itàlia.
El partit, que va ser creat l'any 2011, és liderat per Alfredo Gatta; i el seu portaveu és Alessandro Ceresoli.
El primer objectiu del partit és la independència de l'actual regió de la Llombardia, però té l'aspiració de la unificació de la 'Llombardia històrica' que inclou l'Emília (part de la regió d'Emília-Romanya), les províncies de Novarra i Verbano-Cusio-Ossola i la comuna de Tortona (totes tres part de la Regió del Piemont) així com la 'Llombardia Suïssa' (en el Cantó de Ticino i les parts del Cantó de Graubünden on es parla llombard i italià).
Segons el seu expresident Giovanni Roversi, No volem la independència per construir murs ni contra altres pobles: per a nosaltres, un sicilià és un germà europeu com ho és un ciutadà de Baviera o de Galícia. Tenim un discurs inclusiu.
El partit forma part de l'Aliança Lliure Europea.

## Lideratge
- President: Alberto Reboldi (2011–2013), Giovanni Roversi (2013–2019), Alfredo Gatta (2019-present)
- Portaveu: Giacomo Consalez (2013–2015), Giovanni Roversi (2011–2013), Juri Orsi (2015–2019), Alessandro Ceresoli (2019-present)